# Amherst (Massachusetts)
Amherst é uma cidade no condado de Hampshire, Massachusetts, Estados Unidos, no vale do rio Connecticut. Até o censo de 2010, a população era de 37.819 habitantes, tornando-o o município mais populoso do Condado de Hampshire (embora a sede do condado seja Northampton). A cidade abriga o Amherst College, o Hampshire College e a Universidade de Massachusetts Amherst, três das cinco faculdades.
Amherst tem três lugares designados pelo censo ; Amherst Center, Amherst do Norte e Amherst do Sul.
Amherst faz parte da Área Estatística Metropolitana de Springfield. A 22 milhas (35 km) ao norte da cidade de Springfield, Amherst é considerada a cidade mais ao norte da região metropolitana de Hartford-Springfield, "O Corredor da Sabedoria". Amherst também está localizado no vale do pioneiro, que abrange os condados de Hampshire, Hampden e Franklin.

## História

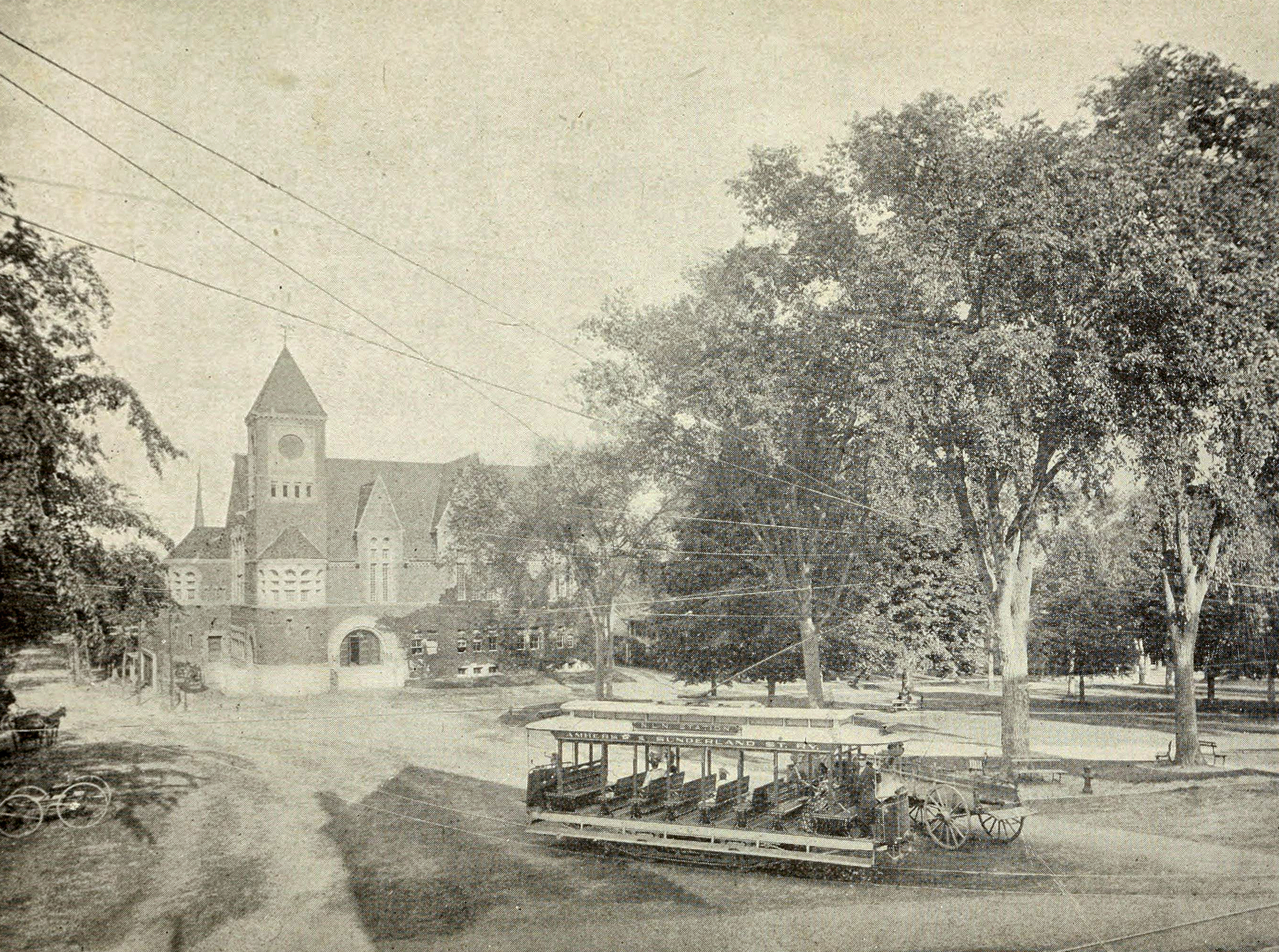
Um elétrico para as ferrovias Amherst e Sunderland Street atravessa o Amherst Center, em frente à prefeitura, c. 1903

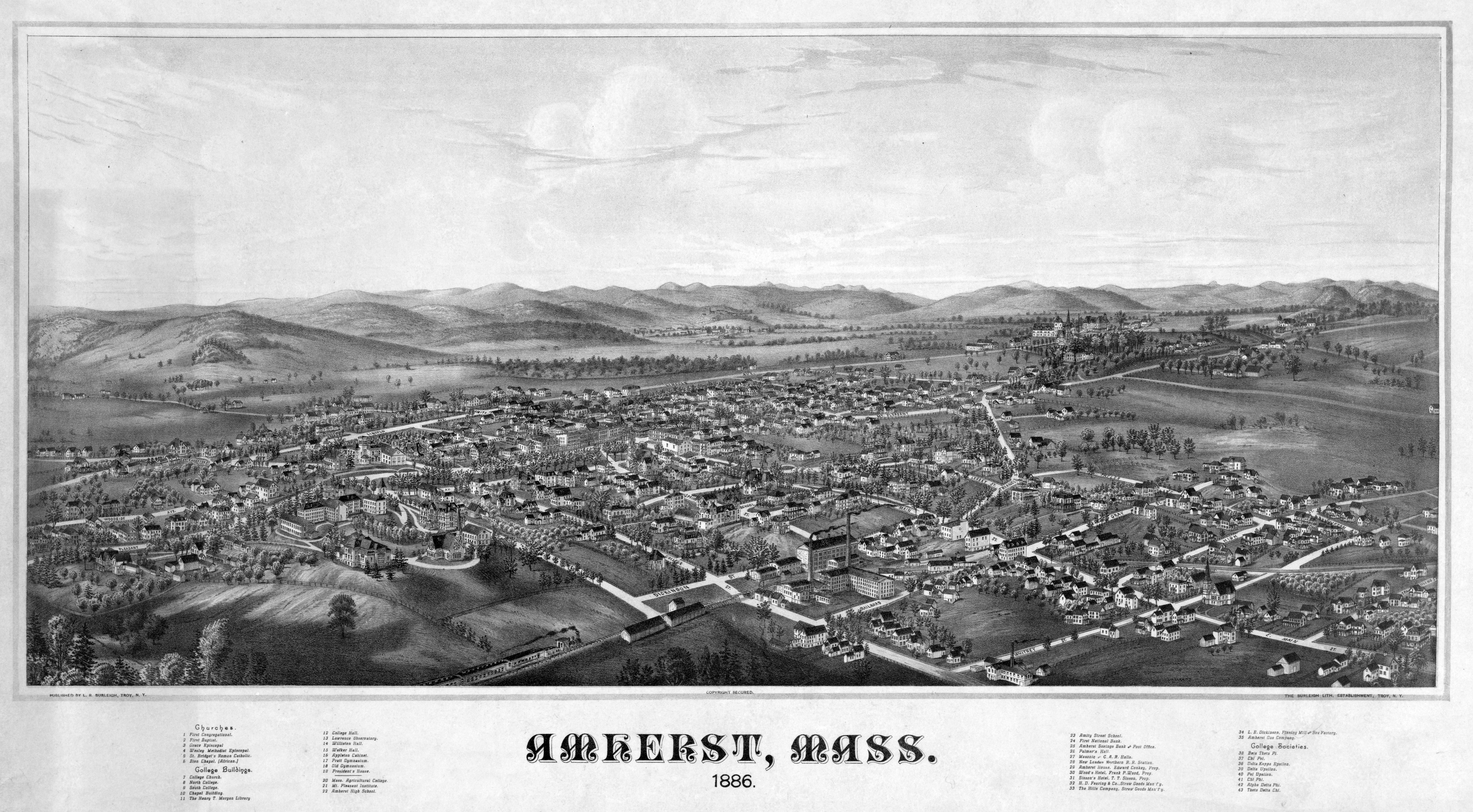
Listagem de pontos turísticos em Amherst, 1886

O documento mais antigo conhecido das terras que agora compõem Amherst é a escritura de compra datada de dezembro de 1658 entre John Pynchon de Springfield e três habitantes nativos, referidos como Umpanchla, Quonquont e Chickwalopp. De acordo com a ação, "vocês, índios de Nolwotogg (Norwottuck) e rio de Quinecticott (Connecticut)" venderam toda a área em troca de "duzentos fatham de Wampum & Twenty fatham, e um grande Coate às oito fatham wch Chickwollop", de relações de confiança, além de vários pequenos dons"  [sic]   .
Amherst foi visitado pelos europeus pela primeira vez em 1665, quando Nathaniel Dickinson pesquisou as terras de sua cidade-mãe, Hadley. Os primeiros assentamentos ingleses permanentes chegaram em 1727. Permaneceu parte de Hadley, mesmo quando ganhou status de delegacia em 1734, antes de se tornar um município em 1759.
Quando incorporado, o governador colonial atribuiu à cidade o nome "Amherst", em homenagem a Jeffery Amherst, 1º Barão Amherst. Muitos governadores coloniais espalharam o seu nome durante o afluxo de pedidos de novas cidades, e é por isso que várias cidades do Nordeste os levam. Amherst foi comandante em chefe das forças da América do Norte durante a Guerra da França e dos Indíos que, segundo a lenda popular, venceu sozinho o Canadá pelos britânicos e baniu a França da América do Norte. A crença popular diz que ele apoiou o lado americano na Guerra Revolucionária e renunciou à sua comissão, em vez de lutar pelos britânicos. Na verdade, o Barão Amherst permaneceu a serviço da Coroa durante a guerra - embora na Grã-Bretanha e não na América do Norte - onde organizou a defesa contra a Armada Franco-Espanhola proposta de 1779. No entanto, o seu serviço anterior na Guerra da França e dos Indíos fez com que ele continuasse popular na Nova Inglaterra. Amherst também é famoso por recomendar, em uma carta a um subordinado, o uso de cobertores cobertos de varíola na guerra contra os nativos americanos, juntamente com qualquer "outro método que possa servir para extirpar essa raça execrável". Por esse motivo, houve movimentos ad hoc ocasionais para renomear a cidade. Novos nomes sugeridos incluem "Emily", depois de Emily Dickinson.  
A Amherst comemorou o seu 250º aniversário em 2009. O Comitê de Celebração do 250º Aniversário de Amherst e a Sociedade Histórica de Amherst organizaram eventos, incluindo um livro publicado pela Sociedade Histórica e escrito por Elizabeth M. Sharpe, Amherst A to Z.

## Geografia e clima
De acordo com o Departamento do Censo dos Estados Unidos, Amherst tem uma área total de 71,8 quilômetro quadrados (27,7 sq mi), dos quais 71,5 quilômetro quadrados (27,6 sq mi) são terrestres e 0,3 quilômetro quadrados (0,12 sq mi), ou 0,48%, são água.  A cidade faz fronteira com Hadley ao oeste, Sunderland e Leverett ao norte, Shutesbury, Pelham e Belchertown ao leste, e Granby e South Hadley ao sul. O ponto mais alto da cidade fica no ombro norte do Mount Norwottuck, na fronteira sul da cidade; o pico está em Granby, mas o ponto alto da cidade fica a alguns metros e é cerca de 1 100 pés (340 m).  A cidade é quase equidistante das linhas estaduais norte e sul.
O código postal CEP de Amherst é 01002 e é o segundo menor número nos Estados Unidos continentais depois de Agawam (sem contar os códigos usados para prédios governamentais específicos, como o IRS).
Amherst tem um Clima continental húmido que, sob o sistema Köppen, cai marginalmente na categoria verão quente ( dfb ).  É intercambiável com o subtipo de verão quente dfa, com julho significa pairando em torno de 71,4 °F (21,9 °C). Os invernos são frios e com neve, embora as temperaturas diurnas geralmente permaneçam acima de zero. Sob o sistema da Zona de Resistência à Planta do USDA 2012, Amherst (CEP 01002) está na zona 5b; no entanto, Amherst faz fronteira com a zona 6a, que penetra em Massachusetts no vale do rio Connecticut, e as mudanças climáticas podem estar mudando essas zonas.
| Dados climáticos para Amherst, Massachusetts (1981–2010 normals) | Dados climáticos para Amherst, Massachusetts (1981–2010 normals) | Dados climáticos para Amherst, Massachusetts (1981–2010 normals) | Dados climáticos para Amherst, Massachusetts (1981–2010 normals) | Dados climáticos para Amherst, Massachusetts (1981–2010 normals) | Dados climáticos para Amherst, Massachusetts (1981–2010 normals) | Dados climáticos para Amherst, Massachusetts (1981–2010 normals) | Dados climáticos para Amherst, Massachusetts (1981–2010 normals) | Dados climáticos para Amherst, Massachusetts (1981–2010 normals) | Dados climáticos para Amherst, Massachusetts (1981–2010 normals) | Dados climáticos para Amherst, Massachusetts (1981–2010 normals) | Dados climáticos para Amherst, Massachusetts (1981–2010 normals) | Dados climáticos para Amherst, Massachusetts (1981–2010 normals) | Dados climáticos para Amherst, Massachusetts (1981–2010 normals) |
| Mês                                                              | Jan                                                              | Fev                                                              | Mar                                                              | Abr                                                              | Mai                                                              | Jun                                                              | Jul                                                              | Ago                                                              | Set                                                              | Out                                                              | Nov                                                              | Dez                                                              | Ano                                                              |
| ---------------------------------------------------------------- | ---------------------------------------------------------------- | ---------------------------------------------------------------- | ---------------------------------------------------------------- | ---------------------------------------------------------------- | ---------------------------------------------------------------- | ---------------------------------------------------------------- | ---------------------------------------------------------------- | ---------------------------------------------------------------- | ---------------------------------------------------------------- | ---------------------------------------------------------------- | ---------------------------------------------------------------- | ---------------------------------------------------------------- | ---------------------------------------------------------------- |
| Recorde alta °F (°C)                                             | 70 (21)                                                          | 70 (21)                                                          | 85 (29)                                                          | 93 (34)                                                          | 98 (37)                                                          | 101 (38)                                                         | 104 (40)                                                         | 100 (38)                                                         | 99 (37)                                                          | 90 (32)                                                          | 82 (28)                                                          | 72 (22)                                                          | 104 (40)                                                         |
| Média alta °F (°C)                                               | 34.6 (1.4)                                                       | 38.3 (3.5)                                                       | 46.5 (8.1)                                                       | 59.4 (15.2)                                                      | 70.2 (21.2)                                                      | 78.7 (25.9)                                                      | 83.4 (28.6)                                                      | 81.9 (27.7)                                                      | 74.5 (23.6)                                                      | 62.3 (16.8)                                                      | 50.8 (10.4)                                                      | 39.2 (4)                                                         | 59.98 (15.53)                                                    |
| Média baixa °F (°C)                                              | 13.2 (−10.4)                                                     | 16.2 (−8.8)                                                      | 24.4 (−4.2)                                                      | 34.6 (1.4)                                                       | 44.8 (7.1)                                                       | 54.7 (12.6)                                                      | 59.3 (15.2)                                                      | 57.6 (14.2)                                                      | 49.2 (9.6)                                                       | 37.4 (3)                                                         | 29.7 (−1.3)                                                      | 20.0 (−6.7)                                                      | 36.76 (2.64)                                                     |
| Recorde baixa °F (°C)                                            | −30 (−34)                                                        | −27 (−33)                                                        | −17 (−27)                                                        | 8 (−13)                                                          | 24 (−4)                                                          | 29 (−2)                                                          | 39 (4)                                                           | 32 (0)                                                           | 25 (−4)                                                          | 12 (−11)                                                         | −4 (−20)                                                         | −22 (−30)                                                        | −30 (−34)                                                        |
| Média precipitação pol. (mm)                                     | 3.31 (84.1)                                                      | 3.12 (79.2)                                                      | 3.55 (90.2)                                                      | 3.87 (98.3)                                                      | 4.10 (104.1)                                                     | 4.12 (104.6)                                                     | 4.06 (103.1)                                                     | 3.71 (94.2)                                                      | 4.19 (106.4)                                                     | 4.75 (120.7)                                                     | 3.85 (97.8)                                                      | 3.48 (88.4)                                                      | 46,11 (1 171,2)                                                  |
| Queda de neve média pol. (cm)                                    | 12.7 (32.3)                                                      | 9.4 (23.9)                                                       | 6.9 (17.5)                                                       | 1.3 (3.3)                                                        | 0 (0)                                                            | 0 (0)                                                            | 0 (0)                                                            | 0 (0)                                                            | 0 (0)                                                            | 0 (0)                                                            | 2.0 (5.1)                                                        | 8.7 (22.1)                                                       | 41.0 (104.1)                                                     |
| Média de dias de precipitação (≥ 0.01 in)                        | 10.2                                                             | 8.6                                                              | 10.1                                                             | 10.9                                                             | 12.5                                                             | 11.5                                                             | 10.4                                                             | 10.0                                                             | 9.0                                                              | 9.8                                                              | 10.2                                                             | 10.1                                                             | 123.3                                                            |
| Média de dias ensolarados (≥ 0.1 in)                             | 5.5                                                              | 4.0                                                              | 2.7                                                              | .4                                                               | 0                                                                | 0                                                                | 0                                                                | 0                                                                | 0                                                                | .1                                                               | 1.0                                                              | 3.4                                                              | 17.1                                                             |
| Fonte: NOAA                                                      |                                                                  |                                                                  |                                                                  |                                                                  |                                                                  |                                                                  |                                                                  |                                                                  |                                                                  |                                                                  |                                                                  |                                                                  |                                                                  |

## Dados demográficos

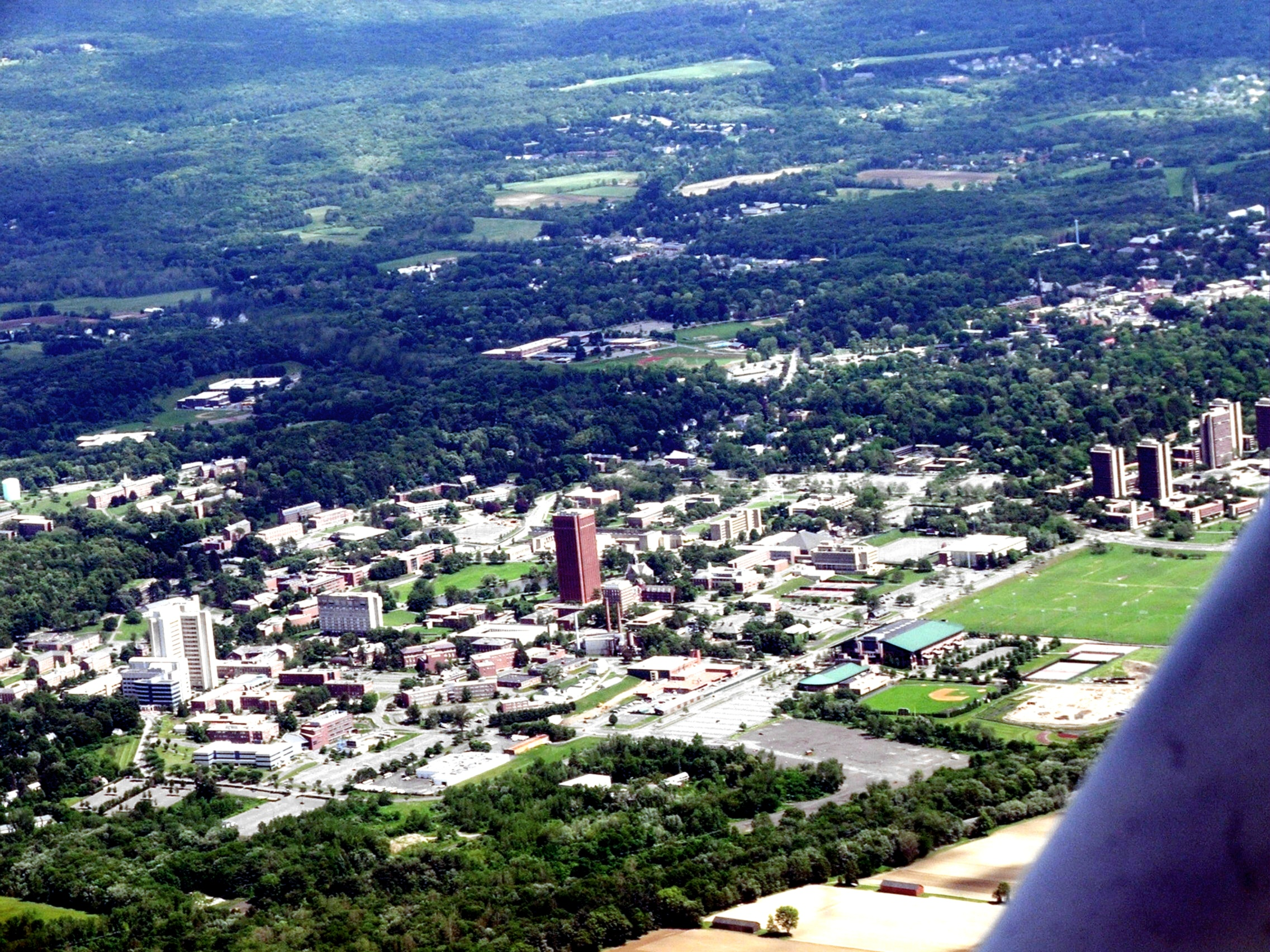
UMass, olhando para o sudeste

Até ao Censo dos EUA em 2010, havia 37.819 pessoas, 9.259 famílias e 4.484 famílias residentes na cidade. Havia 9.711 unidades habitacionais. A composição racial da cidade era 76,9% branca, 5,4% negra ou afro-americana, 0,2% nativa americana, 10,9% asiática, 0,03% das ilhas do Pacífico, 2,4% de alguma outra raça e 4,1% de duas ou mais raças. 7.3% da população eram hispânicos ou latinos de qualquer raça.
Dos 9.259 domicílios da cidade, 23,4% tinham filhos menores de 18 anos que moravam com eles, 35,6% eram chefiados por casais que moram juntos, 16,3% tinham uma mulher sem marido presente e 51,6% eram não familiares. Do total de domicílios, 27,3% eram constituídos por indivíduos e 9,7% eram pessoas que moravam sozinhas com 65 anos ou mais. O tamanho médio da família era 2,44 e o tamanho médio da família era 2,88.
Na cidade, 10,0% da população tinha menos de 18 anos, 55,7% entre 18 e 24 anos, 13,3% entre 25 e 44, 13,6% entre 45 e 64 e 7,4% com 65 anos ou mais. A idade média foi de 21,6 anos. Para cada 100 mulheres, havia 95,8 homens. Para cada 100 mulheres com 18 anos ou mais, havia 94,7 homens.
Para o período de 2011 a 2015, a renda mediana anual estimada para uma casa na cidade foi de $ 48.059 e a renda mediana para uma família foi de $ 96.005. Os trabalhadores masculinos em tempo integral tiveram uma renda mediana de US $ 64.750, contra US $ 39.278 para mulheres. A renda per capita da cidade era de US $ 18.905. Cerca de 8,7% das famílias e 34,7% da população estavam abaixo da linha da pobreza, incluindo 18,2% das pessoas com menos de 18 anos e 4,5% das pessoas com 65 anos ou mais.
A razão para a grande população que vive abaixo da linha da pobreza é o grande número de estudantes que vivem em Amherst. De acordo com as estimativas de cinco anos da Pesquisa da Comunidade Americana de 2010, as unidades habitacionais tiveram uma renda familiar média de US $ 50.063 , que inclui as unidades ocupadas pelo locatário e pelo proprietário. Mais especificamente, as unidades ocupadas pelos proprietários tiveram uma renda mediana de US $ 100.208, enquanto as unidades habitacionais ocupadas pelos locatários tiveram uma renda mediana de US $ 23.925. Grandes disparidades de renda entre os dois grupos poderiam explicar a alta taxa de pobreza e a baixa renda mediana, já que os estudantes são os principais inquilinos de unidades ocupadas por locatários em Amherst.
Dos residentes com 25 anos ou mais de idade, 41,7% possuem pós-graduação ou nível profissional e apenas 4,9% não concluíram o ensino médio. A maior indústria é educação, saúde e serviços sociais, na qual 51,9% das pessoas empregadas trabalham.
Essas estatísticas fornecidas acima incluem parte da população estudantil, mas não toda, de aproximadamente 30.000 em 2010, muitas das quais residem apenas na cidade durante o ano. Amherst é o lar de milhares de residentes de meio período e período integral associados à Universidade de Massachusetts Amherst, à Amherst College e à Hampshire College.
Os dados são das estimativas de 5 anos de 2009–2013 da comunidade americana.
| Pos. | Cod. Postal(ZCTA)            | Rendimento por capita | Rendimento médio casa | Rendimento médio familiar | População   | Número de famiĺias |
| ---- | ---------------------------- | --------------------- | --------------------- | ------------------------- | ----------- | ------------------ |
|      | Massachusetts                | $ 35.763              | $ 66.866              | $ 84.900                  | 6.605.058   | 2.530.147          |
|      | Condado de Hampshire         | $ 29.460              | $ 61.227              | $ 81.385                  | 159.267     | 58.828             |
|      | Estados Unidos               | $ 28.155              | $ 53.046              | $ 64.719                  | 311.536.594 | 115.610.216        |
| 1    | 01002                        | $ 27.691              | $ 54.422              | $ 96.929                  | 29.266      | 9.248              |
|      | Amherst                      | $ 19.796              | $ 53.191              | $ 96.733                  | 38.651      | 8.583              |
| 2    | 01003 (Campus UMass Amherst) | $ 3.531               | $ N / D               | $ N / D                   | 11.032      | 16                 |

## Governo

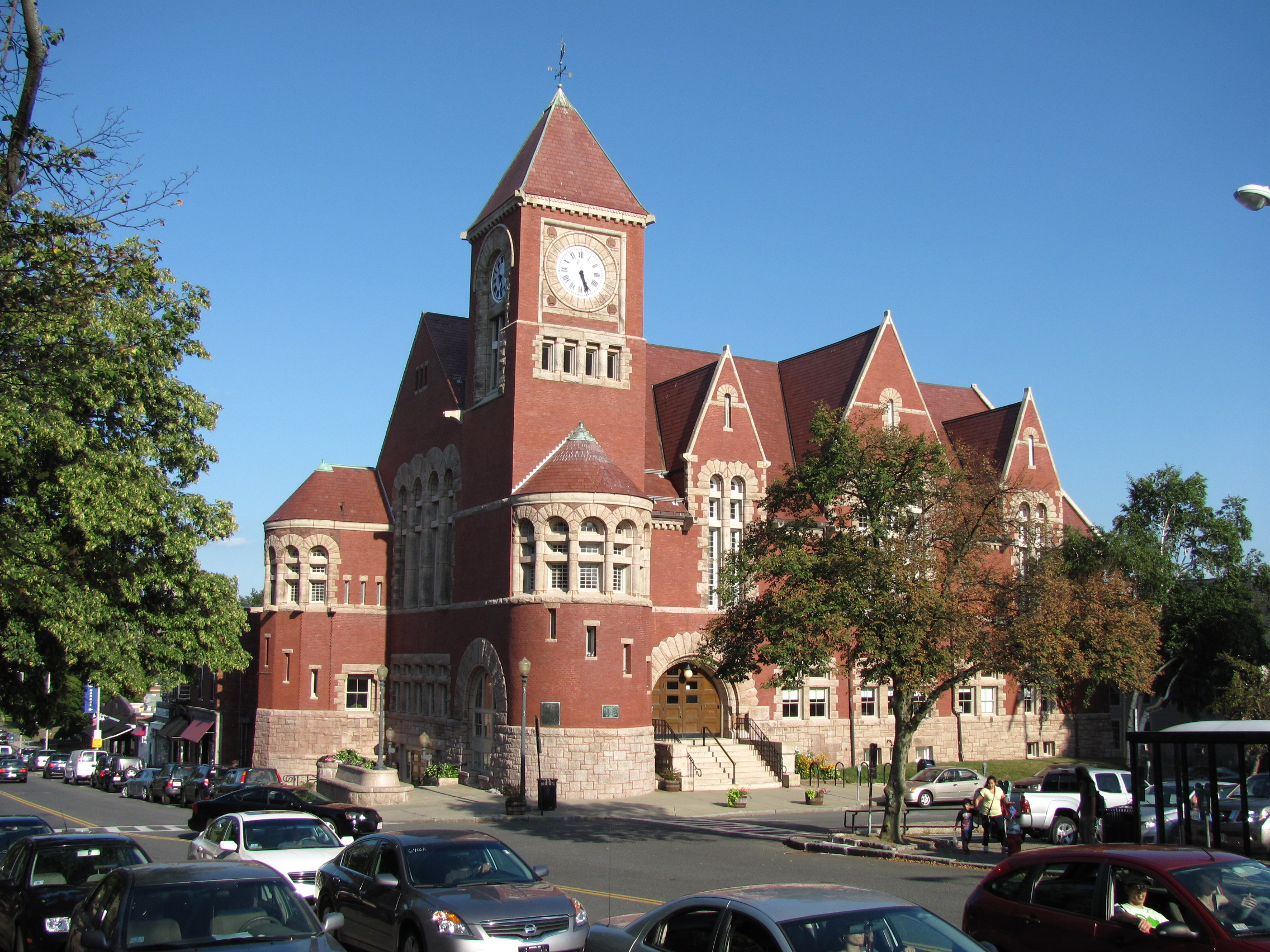
Prefeitura

Amherst tem um conselho da cidade para o seu ramo legislativo e um gerente da cidade para o seu poder executivo. O gerente da cidade é nomeado pelo conselho da cidade.
O conselho da cidade de Amherst é composto por dez conselheiros distritais e três conselheiros em geral.  Dois conselheiros distritais são eleitos em cada um dos cinco distritos de Amherst.  Os três conselheiros em geral são eleitos por toda a cidade. Cada conselheiro tem mandato de dois anos, exceto no primeiro conselho em que cada membro cumprirá um mandato de três anos.
Amherst também tem os seguintes órgãos eleitos:
- Um Comitê Escolar de cinco membros com mandatos de dois anos.
- Um Conselho de Administração da Biblioteca de seis membros com mandatos de dois anos.
- Um único Oliver Smith Will Eleitor com mandato de dois anos.

Amherst também tem uma Autoridade de Habitação de cinco membros, onde três dos cinco membros são eleitos pelos eleitores.  Cada membro tem mandato de dois anos.
| Membros do Conselho da Cidade | Membros do Conselho da Cidade | Membros do Conselho da Cidade | Membros do Conselho da Cidade |
| Título                        | Nome                          | Distrito                      | Eleito pela primeira vez      |
| ----------------------------- | ----------------------------- | ----------------------------- | ----------------------------- |
| Conselheiro Geral             | Mandi Jo Hanneke              | At-Large                      | 2018                          |
| Conselheiro Geral             | Alisa Brewer                  | At-Large                      | 2018                          |
| Conselheiro Geral             | Andrew Steinberg              | At-Large                      | 2018                          |
| Conselheiro de Distrito       | Sarah Swartz                  | 1                             | 2018                          |
| Conselheiro de Distrito       | Cathy Schoen                  | 1                             | 2018                          |
| Conselheiro de Distrito       | Lynn Griesemer                | 2                             | 2018                          |
| Conselheiro de Distrito       | Patricia De Angelis           | 2                             | 2018                          |
| Conselheiro de Distrito       | Dorothy Pam                   | 3                             | 2018                          |
| Conselheiro de Distrito       | George Ryan                   | 3                             | 2018                          |
| Conselheiro de Distrito       | Evan Ross                     | 4                             | 2018                          |
| Conselheiro de Distrito       | Stephen Schreiber             | 4                             | 2018                          |
| Conselheiro de Distrito       | Shalini Bahl-Milne            | 5                             | 2018                          |
| Conselheiro de Distrito       | Darcy Dumont                  | 5                             | 2018                          |

### História do governo da cidade
A cidade foi convertida em 1938 de uma reunião de cidade aberta para uma forma representativa de reunião da cidade.  Em 1953, os eleitores de Amherst aprovaram o "Town Manager Act", que estabeleceu o cargo de administrador da cidade e reduziu um número de cargos eleitos.  Em 1995, uma comissão de fretamento foi aprovada para estudar o governo de Amherst; a maioria da carta recomendou um conselho de sete pessoas e um prefeito, além de manter um representante da Cidade de tamanho reduzido (150). Esta proposta falhou em dois votos sucessivos.
Em 2001, a Liga de Mulheres Eleitoras de Amherst fez uma série de recomendações que foram adotadas em 2001 na forma de uma "Lei do Governo da Cidade de Amherst" revisada.  Um esforço logo depois para alterar a Carta para eliminar a reunião da cidade e estabelecer um prefeito eleito e um Conselho da Cidade de nove membros foi rejeitado pelos eleitores duas vezes, primeiro na primavera de 2003 por catorze votos e novamente em 29 de março de 2005 por 252 votos.
Em 2016, uma comissão de fretamento foi aprovada para estudar o governo de Amherst.  A maioria dos comissários propôs uma carta que estabeleceria um conselho de 13 membros sem prefeito.  Esta proposta foi votada na votação local em 27 de março de 2018 e foi aprovada por mais de 1.000 votos, uma maioria de 58%.  O novo conselho da cidade foi empossado em 2 de dezembro de 2018.

### Representação estadual e federal
No Senado de Massachusetts, Amherst fica no distrito de "Hampshire, Franklin e Worcester", representado pelo senador estadual democrata Jo Comerford desde janeiro de 2019. Na Câmara dos Deputados de Massachusetts, Amherst está no terceiro distrito de Hampshire, representado pelo representante do Estado Democrático Mindy Domb desde janeiro de 2019.
Amherst é representado no nível federal por uma delegação totalmente democrata, incluindo os senadores Elizabeth Warren e Ed Markey, e pelo representante Jim McGovern do Segundo Distrito Congressional de Massachusetts.

### Registro de eleitor

Participação do eleitor versus registro de eleitores ao longo do tempo.

Os dados de registro de eleitor são provenientes das estatísticas de texto longo para tirar inscrição nas eleições estaduais.
| Eleitores registrados e inscrição no partido | Eleitores registrados e inscrição no partido | Eleitores registrados e inscrição no partido | Eleitores registrados e inscrição no partido | Eleitores registrados e inscrição no partido | Eleitores registrados e inscrição no partido | Eleitores registrados e inscrição no partido | Eleitores registrados e inscrição no partido |
| Ano                                          | Democrático                                  | Democrático                                  | Republicano                                  | Republicano                                  | Não registrado                               | Não registrado                               | Total                                        |
| -------------------------------------------- | -------------------------------------------- | -------------------------------------------- | -------------------------------------------- | -------------------------------------------- | -------------------------------------------- | -------------------------------------------- | -------------------------------------------- |
| 2004                                         | 8.522                                        | 47,8%                                        | 1.231                                        | 6,9%                                         | 7.623                                        | 42,8%                                        | 17.816                                       |
| 2006                                         | 8.350                                        | 49,2%                                        | 1.076                                        | 6,3%                                         | 7.228                                        | 42,6%                                        | 16.980                                       |
| 2008                                         | 9.343                                        | 49,3%                                        | 1.076                                        | 5,7%                                         | 8.257                                        | 43,6%                                        | 18.956                                       |
| 2010                                         | 8.675                                        | 49,6%                                        | 948                                          | 5,4%                                         | 7.661                                        | 43,8%                                        | 17.501                                       |
| 2012                                         | 10.324                                       | 46%                                          | 1.219                                        | 5,4%                                         | 10.665                                       | 47,6%                                        | 22.425                                       |
| 2014                                         | 9.645                                        | 45%                                          | 1.156                                        | 5,4%                                         | 10.454                                       | 48,8%                                        | 21.431                                       |
| 2016                                         | 10.414                                       | 46,9%                                        | 1.146                                        | 5,2%                                         | 10.202                                       | 46%                                          | 22.196                                       |
| 2018                                         | 10.249                                       | 46,6%                                        | 1.025                                        | 4,7%                                         | 10.331                                       | 47%                                          | 21.993                                       |

## Transporte
A Pioneer Valley Transit Authority, financiada pelos governos locais e pelo Five College Consortium, fornece transporte público na área, operado pela University of Massachusetts Transportation Services.  O serviço funciona até de madrugada nos fins de semana, quando a escola está em sessão . Os estudantes que frequentam faculdades do Consórcio das Cinco Faculdades têm uma taxa incluída nas suas contas (taxa de serviço para os alunos da UMass Amherst e taxas de atividades dos alunos para as outras faculdades) por cada semestre que pagar antecipadamente as tarifas de ônibus para o semestre. Os ônibus da UMass Transit operam por meio de um sistema de comprovante de pagamento, no qual há inspeções aleatórias dos cartões de identificação de estudante e passes e transferências de ônibus.
A Peter Pan Bus Lines fornece serviço entre Amherst e Springfield, Boston e outros locais na Nova Inglaterra. A Megabus fornece serviço entre a cidade de Nova York, Amherst e Burlington, Vermont .
O serviço ferroviário Amtrak está disponível nas proximidades de Northampton, no serviço Vermonter, entre Washington DC e St. Albans, Vermont . O serviço Amtrak mais frequente para Nova York e Washington, DC, está disponível na Union Station, em Springfield .
O serviço aéreo doméstico principal e limitado internacional mais próximo está disponível no Aeroporto Internacional Bradley (BDL) em Windsor Locks, Connecticut . Bradley fica a aproximadamente uma hora de carro de Amherst. Os principais serviços internacionais estão disponíveis no Aeroporto Internacional Logan (BOS), em Boston, a 150 quilômetros de distância.
O serviço de aviação geral fica próximo, no aeroporto de Northampton, no aeroporto Westover Metropolitan e no aeroporto de Turners Falls .

## Economia
Os principais empregadores de Amherst incluem a Universidade de Massachusetts Amherst, o Amherst College, o William Memorial D. Mullins, o Hampshire College e o Distrito Escolar Regional de Amherst-Pelham .

## Esportes
- Os jogos foram disputados na cidade durante o Campeonato Mundial Júnior de Hóquei no Gelo de 1996 .
- A equipe Ultimate Frisbee da Universidade de Massachusetts Amherst foi classificada em primeiro lugar na liga Ultimate masculino da Divisão 1 da temporada 2017.[31][32]

## Educação

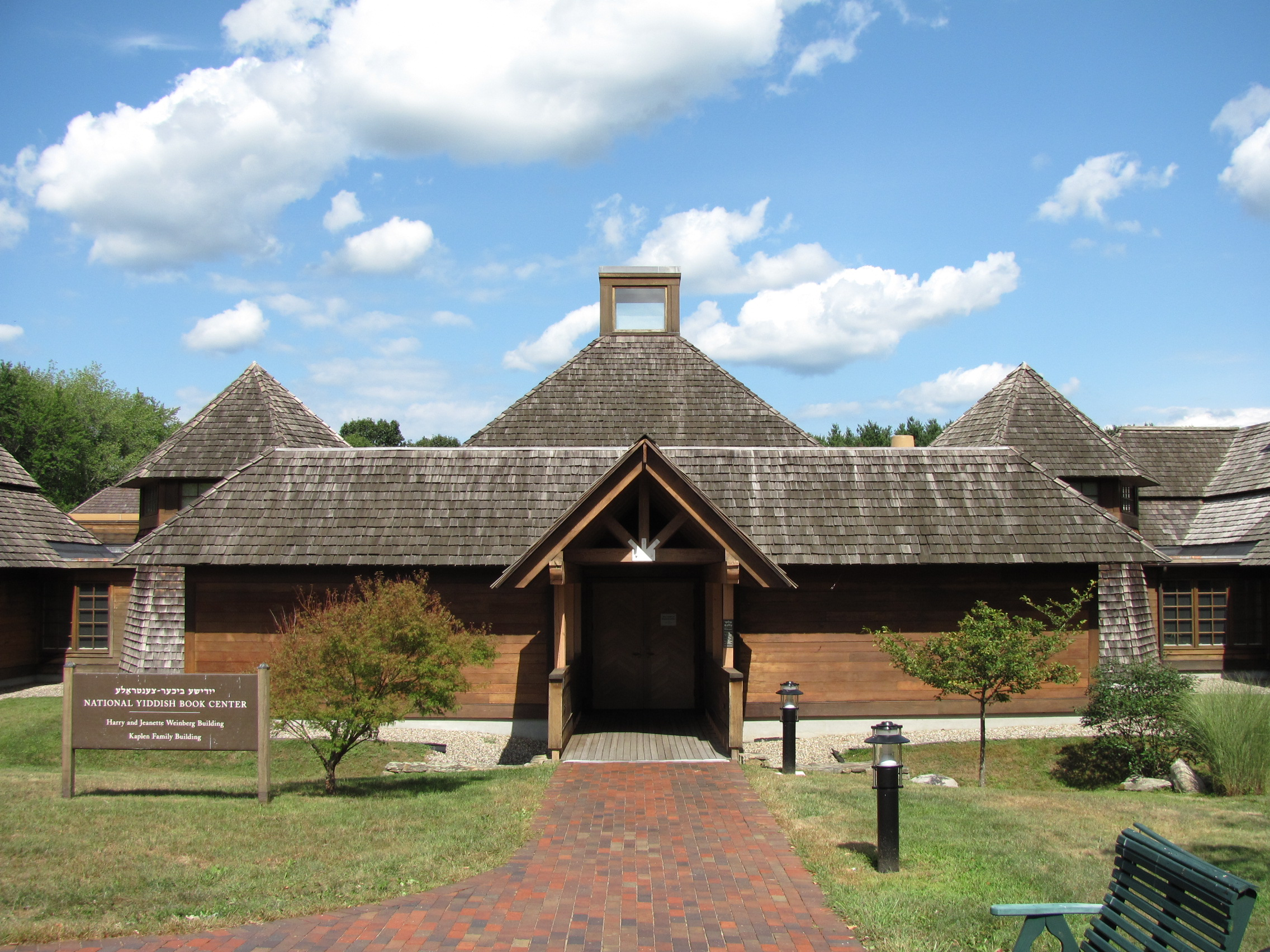
O Yiddish Book Centre, localizado no campus da Hampshire College

A cidade é servida pelo Distrito Escolar Regional de Amherst-Pelham, que também atende a estudantes do ensino médio de três outras comunidades em torno de Amherst - Pelham, Leverett e Shutesbury.
Existem três instituições terciárias localizadas na cidade: a Universidade pública de Massachusetts Amherst (o carro-chefe do sistema UMass ) e duas faculdades particulares de artes liberais - Amherst College e Hampshire College.

## Cidades irmãs
- Nieri, Quénia[33]
- La Paz Centro, Nicarágua[34]
- Kanegasaki, Japão[35]

## Residentes notáveis

### Histórico
- Emily Dickinson (1830-1886) nasceu e viveu em Amherst, um dos poetas americanos mais proeminentes e célebres.
- Robert Frost (1874–1963) poeta premiado com o Pulitzer, que lecionou no Amherst College e se aposentou lá.
- Noah Webster (1758–1843) Autor de um dicionário americano da língua inglesa
- Edward Hitchcock (1793-1864) educador, geólogo e fundador da ciência da icnologia
- Osmyn Baker (1800–1875), nascido em Amherst, congressista e advogado dos Estados Unidos[36]
- Mason Cook Darling (1801–1866), nascido em Amherst, congressista dos Estados Unidos de Wisconsin e primeiro prefeito de Fond du Lac, Wisconsin .
- Edward Dickinson, (1803-1874), nascido em Amherst, advogado, congressista dos Estados Unidos e pai de Emily Dickinson.
- William S. Clark (1825-1886) Acadêmico, político, empresário; fundador principal da Faculdade Agrícola de Massachusetts (agora Universidade de Massachusetts Amherst ), fundador da Faculdade Agrícola de Sapporo (atualmente Universidade de Hokkaido ).
- Helen Hunt Jackson (1830–1885), nascida em Amherst, notável autora mais conhecida por A Century of Dishonor e seu romance Ramona .
- Eugene Field (1850–1895) criado em Amherst pela prima Mary Field French; poeta e humorista que escreveu o poema infantil Wynken, Blynken e Nod .
- Arthur Lithgow (1915–2004) viveu e morreu em Amherst, conhecido ator, produtor e diretor de peças de Shakespeare, fundador do Great Lakes Shakespeare Festival em Ohio (hoje conhecido como o Great Lakes Theatre Festival), ex-diretor do McCarter Theatre em Princeton, NJ, pai do ator John Lithgow .
- Harlan Fiske Stone (1872–1946), frequentou escolas públicas em Amherst e Amherst College ; decano da Columbia Law School, 52º Procurador Geral dos Estados Unidos e Chefe de Justiça dos Estados Unidos
- Howard Roger Garis (1873–1962), autor de crianças que escreveu a série de livros do tio Wiggily
- Lilian Garis (1873–1954), autora de ficção juvenil que, sob o pseudônimo de Laura Lee Hope, escreveu os primeiros volumes da série Bobbsey Twins.
- Robert Francis (1901–1987), poeta
- Melvil Dewey (1851–1931), idealizou o Sistema Decimal de Dewey enquanto bibliotecário assistente no Amherst College em 1876
- Chinua Achebe (1930-2013), foi professor na Universidade de Massachusetts de 1972 a 1976
- Paul Nitze (16 de janeiro de 1907 - 19 de outubro de 2004), nascido em Amherst, diplomata que ajudou a moldar a política de defesa de várias administrações presidenciais.
- Ebenezer Mattoon (1755–1843), nascido em North Amherst, tenente do Exército Continental durante a Revolução Americana, congressista dos EUA (1801–1803).[37]

- Annie Baker, dramaturga
- Emily Dickinson, poeta
- PD Eastman, autor infantil, ilustrador e roteirista
- Michael Hixon, atleta olímpico dos EUA Rio 2016, trampolim individual masculino de 3 metros; Trampolim de 3 metros synchro
- James D. Hornfischer, historiador militar e autor
- James Ihedigbo, defesa defensiva do Detroit Lions
- Martin Johnson, da banda de rock Boys like Girls
- Amory Lovins, cientista e ambientalista
- J Mascis, cantor, guitarrista e compositor da banda de rock alternativo Dinosaur Jr.
- Eric Mabius, estrela do programa Ugly Betty da ABC, frequentou as escolas de Amherst
- Julie McNiven, atriz com papéis recorrentes em Mad Men e Supernatural
- Ilan Mitchell-Smith, ator estrelado no filme Weird Science de 1985, frequentou escolas públicas de Amherst
- Henry Addison Nelson (1820-1906), clérigo presbiteriano
- Eli Noyes, animador, produtor de cinema, diretor
- Helen Palmer Geisel, autora de filhos e primeira esposa do Dr. Seuss
- Gil Penchina, ex-CEO da Wikia, Inc., freqüentou a Universidade de Massachusetts Amherst
- John Pettes, marechal americano de Vermont, nascido em Amherst[38]
- Steve Porter, produtor musical
- Allen St. Pierre, diretor executivo da NORML, frequentou escolas públicas em Amherst e se formou na Universidade de Massachusetts Amherst
- Timothy Tau, escritor e cineasta
- Uma Thurman, atriz indicada ao Oscar, cujo pai, Robert Thurman, lecionou no Amherst College
- Martin M. Wattenberg, artista e cientista da computação
- Zoe Weizenbaum, atriz infantil
- Jamila Wideman (nascida em 1975), jogadora de basquete canhota, advogada e ativista
- Elisha Yaffe, comediante, ator e produtor
- Kevin Ziomek, arremessador de beisebol profissional americano da organização Detroit Tigers

### Vivem / Viveram em Amherst
- Gavin Andresen, fundador da Bitcoin Foundation e colaborador do Bitcoin Core
- Christian Appy, autor de Patriotas e Guerra da Classe Trabalhadora, professor da Universidade de Massachusetts Amherst
- Christopher Benfey, autor de The Great Wave, professor do Mount Holyoke College
- Holly Black, autora de Tithe, Valiant, Ironside e co-autora das Crônicas de Spiderwick
- Augusten Burroughs, autor de Running with Scissors
- California X, banda indie punk
- Michelle Chamuel, cantora, compositora, produtora
- Cassandra Clare, autora de Os Instrumentos Mortais e Os Dispositivos Infernais
- Arda Collins, poeta e vencedora da competição Yale Series of Younger Poets
- Tony DiTerlizzi, autor de The Spider and the Fly e co-autor / ilustrador de Spiderwick Chronicles
- Peter Elbow, compositor e professor emérito da Universidade de Massachusetts Amherst
- Joseph Ellis, historiador e autor dos Irmãos Fundadores
- Martín Espada, poeta, professor da Universidade de Massachusetts e autor de A República da Poesia de 2006, entre outros
- Black Francis, cantor / guitarrista da banda de rock alternativo Pixies, participou da UMass Amherst
- Rebecca Guay, artista especializada em pintura e ilustração em aquarela
- Norton Juster, autor de pedágio fantasma
- John Katzenbach, autor de The Madman's Tale
- Julius Lester, autor e professor da Universidade de Massachusetts Amherst
- Michael Lesy, autor de Wisconsin Death Trip, professor do Hampshire College
- Charles C. Mann (nascido em 1955), jornalista e autor de 1491: Novas Revelações das Américas Antes de Colombo e 1493: Descobrindo o Novo Mundo Colombo Criado

- John Olver, político que serviu na Câmara dos Deputados dos EUA
- John Elder Robison, autor de Look Me in the Eye ; irmão mais velho de Augusten Burroughs
- Joey Santiago, guitarrista principal da banda de rock alternativo Pixies, participou da UMass Amherst
- Archie Shepp, músico de jazz e professor emérito da Universidade de Massachusetts Amherst
- Cris Smither, cantor de folk / blues, guitarrista e compositor
- James Tate (nascido em 1943), poeta e professor da Universidade de Massachusetts Amherst
- Carl Vigeland, autor de In Concert e muitos outros livros
- Dara Wier, poeta e professora do Programa de Mestrado em Poetas e Escritores da Universidade de Massachusetts Amherst
- Roman Yakub, compositor

## Pontos de interesse
- Amherst Center Cultural District, formado em 2016, e Amherst Business Improvement District[39]
- Câmara de Comércio da Área de Amherst
- Amherst Cinema Arts Center: um teatro local sem fins lucrativos que mostra principalmente filmes artísticos e independentes[40]
- Museu de História Natural de Beneski, incluindo o Gabinete Icnológico de Hitchcock
- Museu Emily Dickinson, local de nascimento e residência vitalícia da poeta Emily Dickinson, agora um museu. Ela está enterrada nas proximidades, no cemitério West, na rua Triangle.
- Eric Carle Museu de Arte do Livro de Figuras
- Hitchcock Center for the Environment, um centro de educação ambiental nos terrenos do Hampshire College
- Museu de Arte Mead no Amherst College : 18.000 itens com uma força particular na arte americana
- Theodore Baird Residence, projetado pelo arquiteto Frank Lloyd Wright
- Biblioteca WEB Du Bois da Universidade de Massachusetts Amherst : a biblioteca acadêmica mais alta dos Estados Unidos
- Yiddish Book Centre